# Lijst van universiteiten in Saoedi-Arabië
Dit is een lijst van universiteiten in Saoedi-Arabië.
- Universiteit van Al-Bahah, Al-Bahah
- Al Farabi College of Dentistry and Nursing, Riyad
- Al Hudud ash Shamaliyah-Universiteit, Arar
- Universiteit van Al Jawf, Al Jawf
- Universiteit van Al-Kharj, Al-Kharj
- Universiteit van Al Majma'ah, Al Majma'ah
- Universiteit van Al Qasim, Al Qasim
- Al Yamamah-Universiteit, Riyad
- Alfaisal-Universiteit, Riyad
- Almaarefa College for Science and Technology, Riyad
- Arab East Colleges, Riyad
- Arabische Open Universiteit, Riyad, Djedda, Damman
- Batterjee Medical College, Djedda
- College of Business Administration, Djedda
- Dammam College of Technology, Damman
- Dammam Community College, Damman
- Universiteit van Damman, Damman
- Dar Al-Hekma College, Djedda
- Dar Al Uloom-Universiteit, Riyad
- Effat College, Djedda
- Fahd bin Sultan University, Tabuk
- College of Food and Environment Technology in Buraydah, Buraidah
- Hafr Al-Batin Community College, Hafr Al-Batin
- Universiteit van Hail, Hail
- Imam Muhammad bin Saud Islamic University, Riyad
- King Abdullah University of Science and Technology, Thuwal
- King Fahd-Universiteit voor Aardolie en Mineralen, Dhahraan
- King Saud bin Abdulaziz University for Health Sciences, Riyad
- Koning Abdulaziz-Universiteit, Djedda
- Koning Faisal-Universiteit, Al-Hasa
- Koning Khalid-Universiteit, Abha
- Koning Saoed-Universiteit, Riyad
- Ibn Sina National College for Medical Studies, Djedda
- Jeddah College of Health Care, Djedda
- Jeddah College of Technology, Djedda
- Jeddah Private College, Djedda
- Jeddah Teacher's College, Djedda
- Universiteit van Jizan, Jizan
- University College of Jubail, Jubail
- Madinah College of Technology, Medina
- Islamitische universiteit van Medina, Medina
- Universiteit van Najran, Najran
- Prince Sultan College for Tourism and Business, Djedda, Abha
- Princess Nora bint Abdul Rahman-University, Riyad
- Prins Mohammad-Universiteit, Khobar
- Prins Sultan luchtvaartacademie, Djedda
- Prins Sultan-Universiteit, Riyad
- Institute of Public Administration, Riyad, Damman, Jeddah, Mekka
- Qatif College of Technology, Qatif
- Riyadh College of Dentistry and Pharmacy, Riyad
- Salman bin Abdulaziz-Universiteit, Al Kharj
- Saudi Electronic University, Riyad
- Universiteit van Shaqra, Shaqra
- Sulaiman Al Rajhi-Universiteit, Bakireya
- Universiteit van Tabuk, Tabuk
- Taibah-Universiteit, Medina
- Universiteit van Taif, Taif
- Technical Trainers College, Riyad
- College of Telecom & Electronics, Djedda
- Umm Al-Qura-Universiteit, Mekka
- Yanbu Industrial College, Yanbu
- Yanbu University College, Yanbu